# Werner Wolf (Manager)

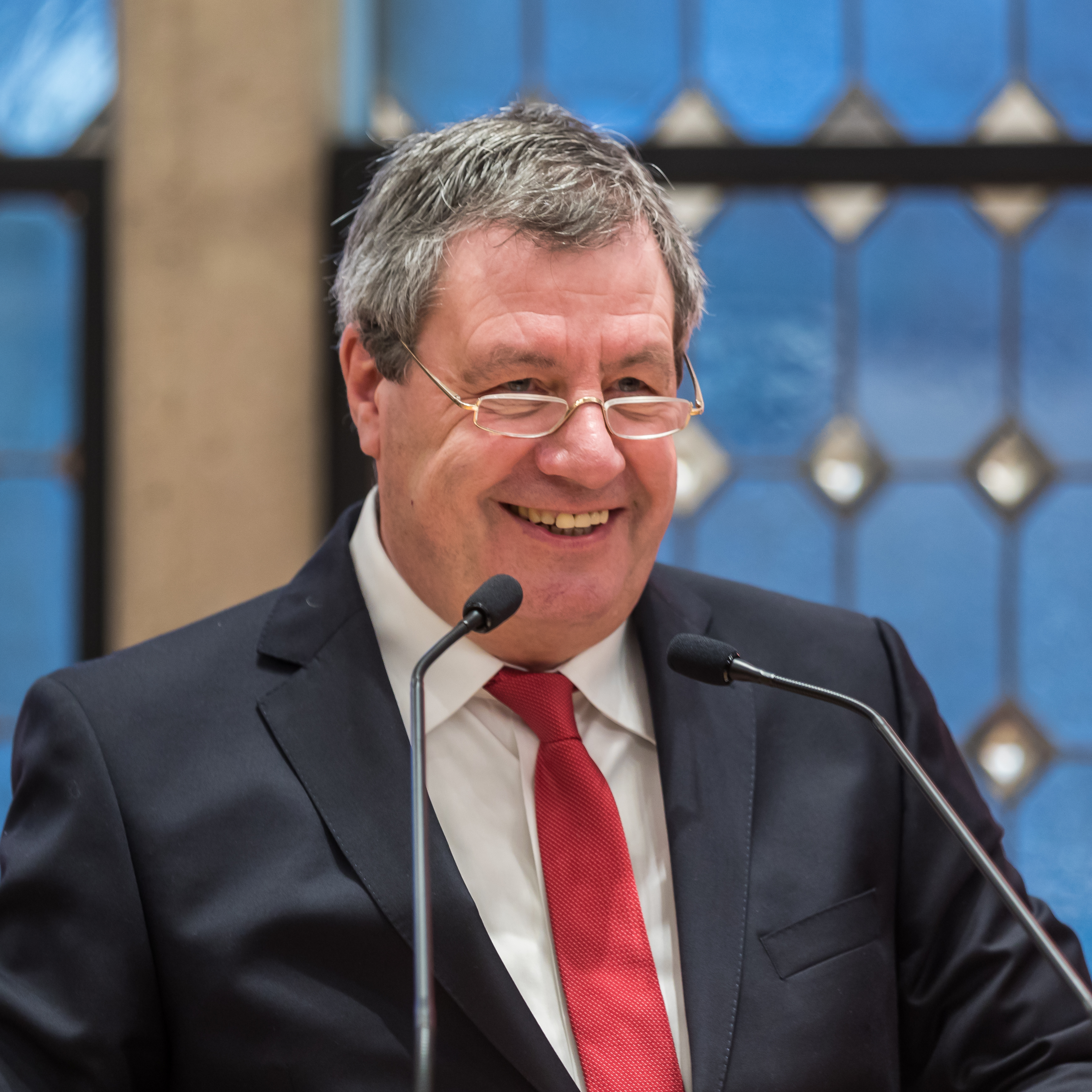
Werner Wolf, 2023

Werner Wolf (* 2. August 1956) ist ein deutscher Wirtschaftsmanager. Seit September 2019 ist er Präsident des 1. FC Köln.

## Leben
Werner Wolf wuchs in Euskirchen auf.
Er war Geschäftsführer oder Vorstand mehrerer Unternehmen, unter anderem Lutz Fleischwaren, Bitburger Brauerei oder Intersnack, die teils Sportsponsoring betrieben haben (zum Beispiel Bitburger oder funny frisch). Seit 2016 ist er vor allem als Unternehmensberater tätig.
Am 8. September 2019 wurde Wolf mit ca. 80 % zum Präsidenten des 1. FC Köln gewählt. Zuvor war er bereits seit 2003 Mitglied und seit 2011 Präsident des Verwaltungsrates des FC.
Wolf wohnt in der Eifel und hat vier Kinder.